# Mbuti
Gli Mbuti (anche detti Bambuti) sono un popolo di cacciatori-raccoglitori  dell'Africa centrale, noti anche come pigmei del Congo. Vivono nella foresta dell'Ituri, nella parte nord-orientale della Repubblica Democratica del Congo.
Sul finire del XX secolo il loro territorio è stato teatro di una guerra civile tra i coltivatori Lendu e gli allevatori Hema, nota come Conflitto dell'Ituri, che ha esposto la popolazione Mbuti a violenze e persecuzioni, per sfuggire alle quali i pigmei hanno cercato rifugio nell'isola di Idjwi, al centro del Lago Kivu.